# 南部忠平記念陸上競技大会
南部忠平記念陸上競技大会（略称：南部記念、南部）は、北海道陸上競技協会、北海道新聞社、北海道文化放送などが主催する陸上競技大会。

## 概要
1932年のロサンゼルスオリンピック陸上競技三段跳びにおいて金メダルを獲得し、また走り幅跳びでも当時の世界記録（日本記録）である7m98を跳んだ南部忠平（北海道札幌市出身）の偉業を称えて創設された陸上競技大会である。
第1回は1988年に札幌市の円山競技場で開催。
2020年及び2021年は東京オリンピックの男女マラソン並びに競歩が札幌で開催される関係により中止。
また、札幌市外でも開催経験もあり、2008年には函館市千代台公園陸上競技場で開催された。
日本グランプリシリーズの一つとして指定されているほかに、オリンピックや世界陸上競技選手権大会の選考会でもある日本陸上競技選手権大会で代表内定を逃した選手にとっては最後のチャンスで、言わば“追試”の要素もある大会である。
2015年は第2回日中韓3カ国交流陸上競技大会と併催。今後3年置きに開催（2018年に第5回を開催）。主催者の一つである北海道文化放送にて深夜枠で録画放送されており、2015年は十種競技元全日本チャンピオンのタレント武井壮をMCに迎え「武井壮の陸上魂!!」として放送された。
2023年、北海道陸上競技協会内部の不透明な経理が表面化。大会の開催により協会が毎回100万円から200万円の赤字を出していることから、2024年以降の大会中止も含めた検討が行われることとなった。

## 実施種目
- 男子：100m、400m、110mハードル、棒高跳、走幅跳、三段跳、砲丸投、やり投
- 女子：100m、400m、110mハードル、棒高跳、走幅跳